# Association internationale des amis de l'Union soviétique
 (mars 2018).
Si vous disposez d'ouvrages ou d'articles de référence ou si vous connaissez des sites web de qualité traitant du thème abordé ici, merci de compléter l'article en donnant les références utiles à sa vérifiabilité et en les liant à la section « Notes et références ».
L’Association internationale des amis de l'Union soviétique est une organisation créée à l'initiative de l'Internationale communiste en 1927, dans le but de coordonner les efforts de solidarité avec l'Union soviétique dans le monde entier. Elle est née d'initiatives existantes telles que les Amis de la Russie soviétique aux États-Unis, l'Association des amis de la nouvelle Russie en Allemagne, et la campagne Hands Off Russia qui avait vu le jour au début des années 1920 en Grande-Bretagne et ailleurs.